# Oberungarn

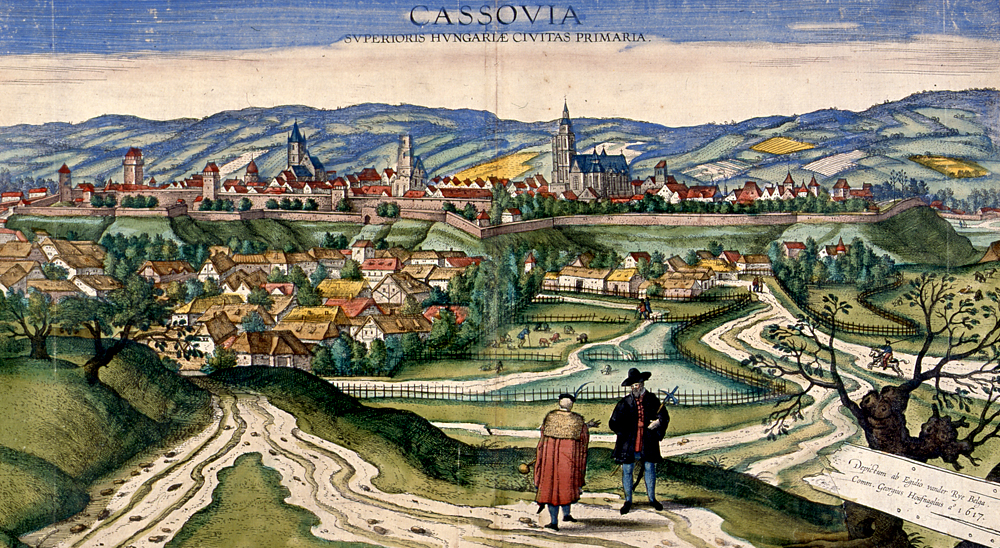
Cassovia – Superioris Hungariae Civitas Prima, Kaschau, die erste Stadt Oberungarns (1617)

Oberungarn war im 16. und 17. Jahrhundert ein Verwaltungsbezirk im Nordosten des Königreichs Ungarn. Beim Begriff Oberungarn handelt es sich um die deutsche Übersetzung der ungarischen Ausdrücke Felvidék oder Felföld (slowakisch Horná Zem „obere Gegend“ bzw. „Oberland“) oder ursprünglich Felső-Magyarország (slowakisch Horné Uhorsko „Oberungarn“). Nach der Vertreibung der Osmanen im 17. Jahrhundert wurde die Verwaltungseinheit aufgelöst; der Begriff wird aber bis heute in Ungarn als Umschreibung des geografischen Territoriums der heutigen Slowakei verwendet – üblicherweise im Zusammenhang mit der dort lebenden ungarischen Minderheit. Mit dem Gegenbegriff Niederungarn bezeichnete man die übrigen Teile des Königreichs Ungarn.

## Geschichte
In modernen Publikationen wird der Begriff Oberungarn auch als Übersetzung anderer mittelalterlicher (lateinischer) Begriffe verwendet, die ungefähr dasselbe Gebiet bezeichneten, nämlich das seinerzeitige Gebiet des Neutraer Fürstentums. Es waren Bezeichnungen wie Partes Danubii septentrionales (Gebiete nördlich der Donau) oder Partes regni superiores (Obere Teile des Königreichs). Aus letzterem entstand dann historisch die Bezeichnung „Oberungarn“.

### 16. und 17. Jahrhundert

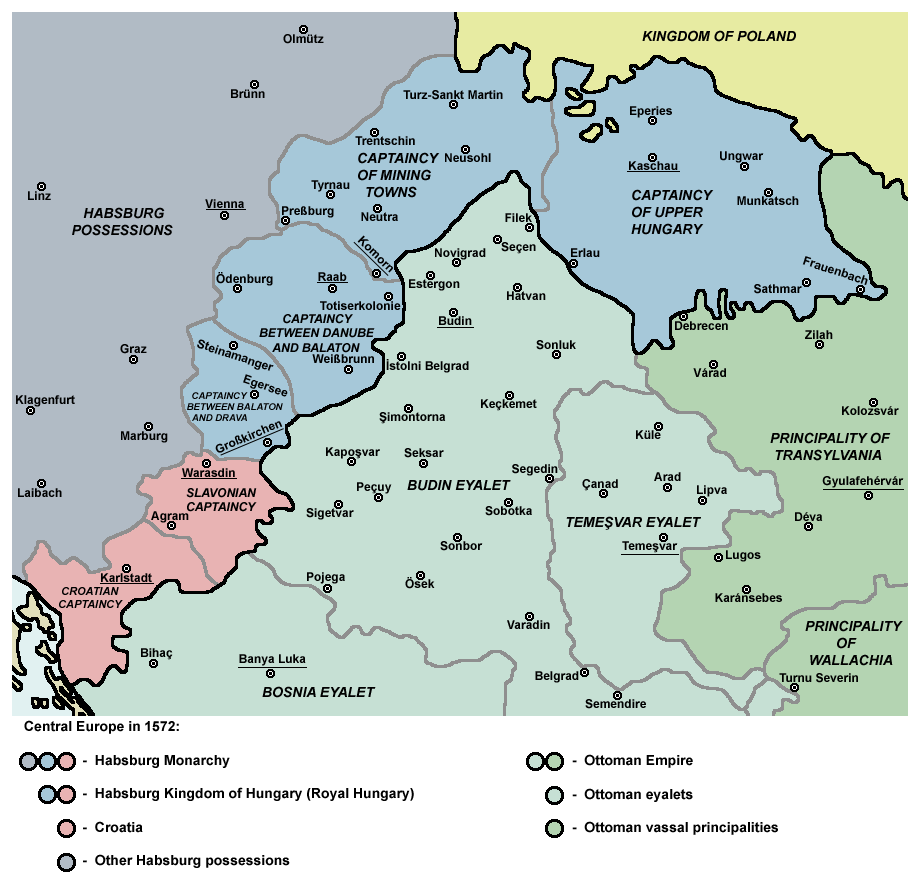
Das Hauptgeneralat/Kapitanat Oberungarn (östlichste Provinz in blau) war 1572 nach Süden und Südosten nur minimal größer, als die Region, die im 16.–18. Jahrhundert als Oberungarn galt.

Nach der Eroberung des heutigen südlichen und mittleren Ungarns durch das Osmanische Reich im 16. Jahrhundert bezeichnete „Oberungarn“ die heutige Ostslowakei und die angrenzenden Gebiete des heutigen Ungarns, der Ukraine und Rumäniens, die nicht von den Osmanen besetzt waren. Dieses Gebiet bildete ein eigenes Verwaltungs- und Militärgebiet – die österreichische Oberungarische Grenzoberhauptmannschaft (auch Oberungarisches Grenzgeneralat, lat. supremus capitaneatus (confiniorum) partium regni Hungariae superiorum, 1564–1686) mit Sitz in Kaschau (Košice) innerhalb des Königlichen Ungarns. Dazu gehörten auch die oberungarischen Bergstädte in der heutigen Ostslowakei und in Nordost-Ungarn.
Mit „Niederungarn“ war damals in erster Linie die heutige West- und Mittelslowakei gemeint, ausnahmsweise auch damals das gesamte übrige Ungarn. Dort lagen auch die niederungarischen Bergstädte in der heutigen Mittelslowakei.

### 18. und 19. Jahrhundert

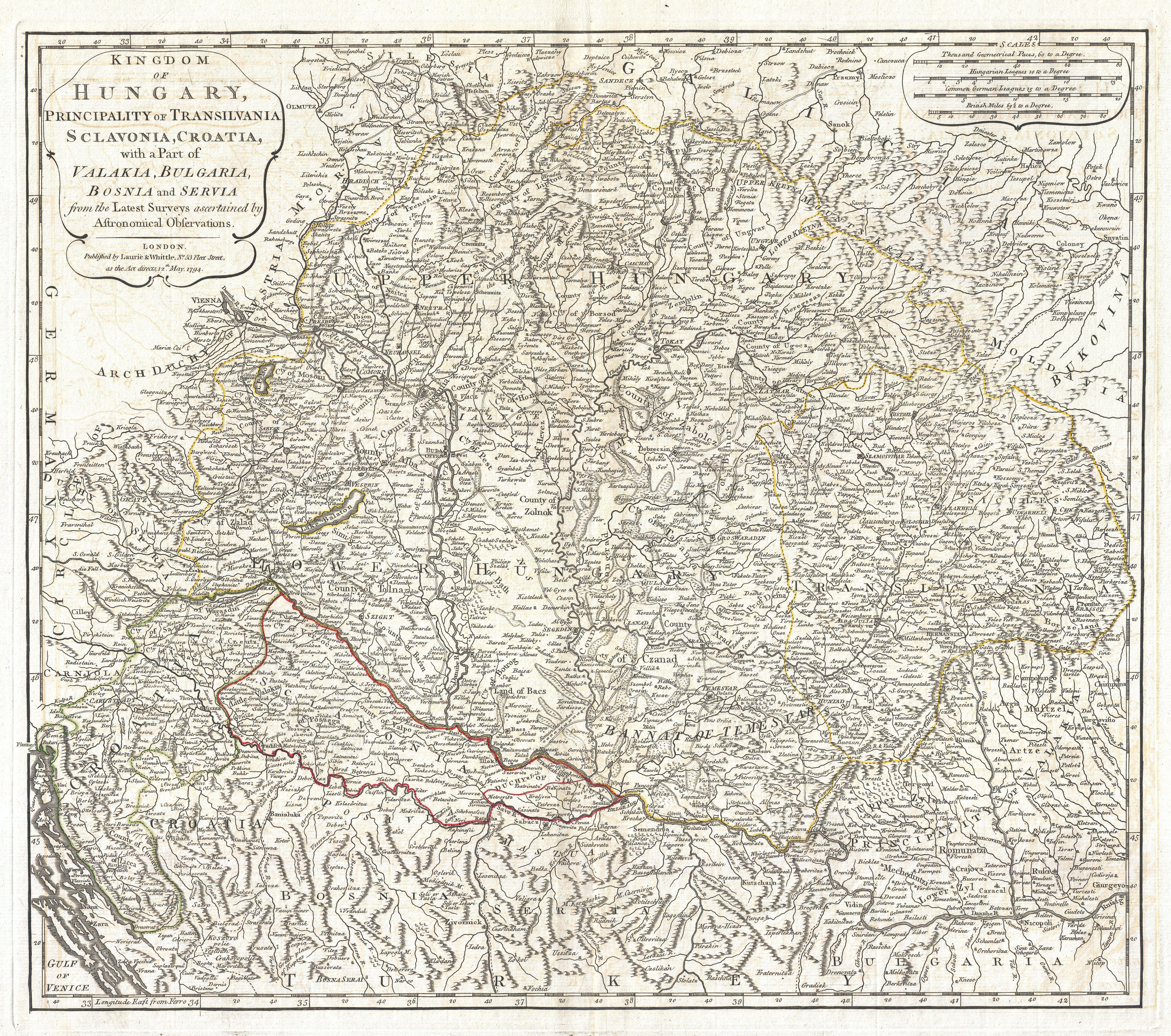
Englische Karte Ungarns 1794 mit Aufschrift „Upper Hungary“ (Oberungarn) etwa von Pressburg bis zur Karpatenukraine.

Vom 18. Jahrhundert (in den meisten Texten jedoch erst ab dem 19. Jahrhundert) bis 1918 wurde inoffiziell, aber häufig, das Gebiet des Königreichs Ungarn nördlich der Theiß und der Donau, dessen Großteil der Slowakei entspricht, als Oberungarn bezeichnet. Andere Völker als die Magyaren verwendeten parallel die Begriffe Slowakei (im Sinne von „das zusammenhängend von Slowaken bewohnte Gebiet“) und Oberungarn (als Teil des Königreichs Ungarn). Die Slowaken hingegen bezeichneten die Gebiete des Königreichs Ungarn außerhalb der Slowakei als Dolná Zem („Unterland“).

### 20. und 21. Jahrhundert
Als nach dem Ersten Weltkrieg die Erste Tschechoslowakische Republik entstand, wurde verlangt, dass das gesamte Oberungarn (d. h. auch das Gebiet zwischen der Theiß und der heutigen Grenze) zur Tschechoslowakei käme – weil in den Gebieten auch Slowaken lebten. Mit dem ungarischen Begriff Felvidék werden seit der Entstehung der Tschechoslowakei (1918) im weiteren Sinne nur noch die ehemaligen ungarischen Gebiete bezeichnet, die Bestandteil der Tschechoslowakei geworden sind, d. h. vor dem Zweiten Weltkrieg die Slowakei und die Karpatoukraine und danach nur noch die Slowakei. Im engeren Sinne (und eher selten) werden seit 1918 als Oberungarn (Felvidék) nur die mehrheitlich von Ungarn bewohnten Gebiete der Slowakei, d. h. die Südslowakei, bezeichnet. So wurden auch die im Zusammenhang mit dem Ersten Wiener Schiedsspruch vom 2. November 1938 von der Tschecho-Slowakischen Republik an Ungarn abgetretenen Grenzgebiete als Oberungarn bezeichnet (diese Grenzrevision wurde nach dem Zweiten Weltkrieg wieder rückgängig gemacht). Vor allem in der Slowakei unter Slowaken gelten die Begriffe Felvidék und Oberungarn heute als politisch belastet und als Ausdruck des ungarischen Revisionismus. Im heutigen Ungarn und unter ungarischen Minderheiten wird der Begriff Felvidék (Oberungarn) in historischen, kulturellen oder touristischen Kontexten weiterhin gebraucht.